# Rise of the Footsoldier
Rise of the Footsoldier is een Britse misdaadfilm uit 2007 onder regie van Julian Gilbey. Het verhaal is gebaseerd op de biografie van Carlton Leach, een voormalige hooligan van de Inter City Firm (gelieerd aan voetbalclub West Ham United FC). Deze verwierf met zijn gewelddadige praktijken enige macht in de Britse onderwereld en maakte zodoende de zogenaamde Rettendon Murders van nabij mee.

## Verhaal
Carlton Leach is officieel een supporter van voetbalclub West Ham United, maar houdt zichzelf voornamelijk bezig met het uitlokken en beslechten van knokpartijen met fans van andere clubs. Dit is het voornaamste doel in zijn leven en hij is dan ook voor geen kleintje vervaard. Leach kan niet alleen stevig uitdelen, maar ook flink incasseren en loopt voor geen man of desnoods groep mannen weg. Hij maakt deel uit van een groep hooligans die zichzelf de Inter City Firm noemt, omdat de groep regelmatig intercity's neemt op weg naar uitwedstrijden.
Leach leeft voor knokpartijen, maar na meer dan tien jaar vechten gaat voor hem de lol er af doordat de politie steeds vaker ingrijpt en steeds harder straft. Hij gaat daarom aan de slag als horecaportier van een discotheek. Hier zet hij zijn agressieve stijl gewoon door. Leach bepaalt het deurbeleid en wanneer iemand het daar niet mee eens is, kan hij klappen krijgen. Zijn aanpak leidt niettemin tot grote tevredenheid van zijn werkgevers en complimenten van de uitbaters van uitgaansgelegenheden in de omgeving. Zij vragen Leach of hij er niet voor kan zorgen dat het deurbeleid van hun tenten een soortgelijk succes wordt, waarop Leach verschillende van zijn anabole steroïden-spuitende sportschoolmaten aan de deuren zet.
Leach merkt dat zijn organisatie een lucratieve handel vormt, wanneer hij zijn voormalige kennis Tony Tucker tegen het lijf loopt. Hij heeft eenzelfde soort loopbaan als Leach achter de rug, maar heeft het inmiddels allemaal veel ruimer aangepakt. Tucker neemt hem daarop mee naar zijn vriend Pat Tate, die zojuist uit de gevangenis is vrijgelaten. Tucker en Tate zijn nog een paar graden agressiever dan Leach, die tijdens matpartijen nog wel altijd zijn hoofd erbij houdt. Samen zetten ze het ene na het andere handeltje op, waarbij de agressiviteit, hebzucht en grootheidswaanzin met de dag toeneemt. Bovendien kunnen Tucker en Tate zelf niet van hun eigen verhandelde drugs afblijven, waardoor ze zich steeds onoverwinnelijker voelen. Wanneer de eerste dode valt, is het hek helemaal van de dam.

## Rolverdeling
- Ricci Harnett: Carlton Leach
- Terry Stone: Tony Tucker
- Craig Fairbrass: Pat Tate
- Roland Manookian: Craig Rolfe
- Neil Maskell: Darren Nicholls
- Billy Murray: Mickey Steele
- Ian Virgo: Jimmy Gerenuk
- Patrick Regis: Eddie
- Kierston Wareing: Kate Carter
- Coralie Rose: Denny
- Lara Belmont: Karen
- Emily Beecham: Kelly